# 中視新聞全球報導
《中視新聞全球報導》（CTV Global News）為中視新聞的晚間新聞節目，目前的播出時間是台北時間（UTC+8）週一至週五18時58分至20時整，週六、週日18時57分至20時整。

## 沿革
1991年2月5日，行政院新聞局廣播電視事業處審核通過中視提早30分鐘播出晚間新聞節目；中視總經理朱宗軻隨後同意，自該日起，19時整至19時30分播映的《中視全球報導》與19時30分至20時整播映的《中視晚間新聞》合併為每週一至週五19時整至20時整及每週六至週日19時整至19時30分播映的晚間新聞節目《中視新聞全球報導》。
1991年3月8日，中視新聞部重新調整主播方式為單主播制：1991年3月11日起，沈春華主播每週一至週五《中視新聞全球報導》，姜玲和陳若華輪流主播每週六至週日《中視新聞全球報導》。1991年5月17日，《中視新聞全球報導》每週六至週日播出時間改為19時整到19時30分。
1993年4月12日，中視在《中視午間新聞》、《中視新聞全球報導》與《中視夜線新聞》裡運用已於同月10日取得使用權的美國「獨立錄音室」特效音樂，同時為此3個新聞節目重改片頭、片尾及其背景音樂。電腦繪圖師吳佩芬設計的《中視新聞全球報導》此版片頭動畫，是數層世界地圖的投影片從不同的角度飛入畫面再相疊合一，然後插播當日重點新聞預告，最後在世界地圖投影片上顯示「中視新聞全球報導」八字。
1996年5月6日，《中視新聞全球報導》的特別企劃《中視新聞全省現場出擊：歡迎大家作頭家》啟程，以「一天一縣市」方式先後巡迴宜蘭、花蓮、台東、高雄、台南、雲林、台中、苗栗、新竹、桃園等10地實施戶外播報，與當地民眾及政府首長座談。
1996年11月22日，《中視新聞全球報導》的專題報導單元〈台灣心情〉具體成形，構想是沈春華主動向中視總經理江奉琪建議的，從構想到執行都是沈春華一把抓，包括新聞部經理湯健明、企畫師方可人、導播鄭大智、助理導播翟倩玫、顧問汪笨湖都是在自己工作之餘挪出時間開動腦會議，預告詞「千種心情、一樣台灣」是沈春華自己想的。1996年12月9日，《中視新聞全球報導》推出〈台灣心情〉，以紀錄、紀實手法拍攝感人、溫馨的人或故事，雖然每集只是短短三分鐘的內容，但是從規畫到拍攝執行完全以製作節目的方式進行，一個單元平均花三、四個工作天完成，首集播出〈生死兩無憾〉記錄馬偕醫院安寧病房裡67歲的肺癌末期病人林老太太在其夫日夜照顧下走完人生的旅程。1996年12月中，中視以「特急件」方式將〈台灣心情〉從三分鐘小單元擴充為常態單元。
1997年5月17日，連戰內閣局部改組後，《中視新聞全球報導》首創邀請中華民國副總統兼行政院長連戰接受專訪與call-in。
1997年10月16日，《中視新聞全球報導》收視率連續5日超越久居全國收視率第一的臺灣電視公司（台視）晚間新聞節目《台視晚間新聞》，中視總經理江奉琪宣布頒發獎金新台幣一千萬元。
1997年12月9日，〈台灣心情〉一周年當天，中視收到來自紐約影展的通知：〈台灣心情〉已入圍第40屆紐約影展電視節目暨宣傳競賽藝術類獎項，將於1998年1月中旬舉行頒獎典禮；為了參展，〈台灣心情〉小組將播出的數百個單元重新篩檢，慎重挑選出12個單元故事，沈春華重新進棚錄串場，新做片頭，同時再請翻譯重翻成英文。1998年1月18日，《聯合報》報導，第40屆紐約電視節（前文「紐約影展」疑似為「紐約電視節」之誤）於紐約時間本月16日晚間舉行頒獎典禮，〈台灣心情〉稍早入圍特別獎，同樣入圍特別獎的是行政院新聞局紀錄片《福祿壽喜－台灣民間藝術》與廣電基金節目《山海之門》。1998年2月11日，中視新聞部副理胡雪珠說，〈台灣心情〉持續播一年多，就是強調社會溫馨的人與事。
1999年4月14日至4月25日，《中視新聞全球報導》連續12日登上全國收視率第一；1999年4月21日，中視在中視大樓中庭舉行《中視新聞全球報導》「七連勝」慶祝活動，中視總經理江奉琪宣布頒發獎金新台幣兩千萬元。
1999年8月30日至12月31日，每週一至週五晚間，中視在《中視新聞全球報導》中段廣告後播出台灣保育動物影片《中視新聞千禧倒數 跨世紀的台灣生態》，這是中視、《民生報》與金車教育基金會合製的影片。
2002年8月11日，《中視新聞全球報導》2002年度收視率第一之次數突破200次，中視舉行慶功會。
2003年3月20日，美伊戰爭開戰，《中視新聞全球報導》延長為75分鐘以加強報導美伊戰爭。4月10日，《中視新聞全球報導》延長為70分鐘並製作抗SARS系列專題。10月10日，中視新聞完全換用新佈景，《中視新聞全球報導》啟用新聞數位攝影棚。
2006年10月起，中視與台灣麥當勞簽約，台灣麥當勞各分店內安裝的電視機每天晚間準時播映《中視新聞全球報導》；中視成為第四家與台灣麥當勞合作的電視台，前三家分別是中華電視公司《華視晚間新聞》（1990年8月6日簽約）、無線衛星電視台《無線晚報》（張雅琴時期）與臺灣電視公司《親子新聞》（2001年）。11月1日，《中視新聞全球報導》正式改版，片頭動畫、虛擬佈景全部換新，前30分鐘完全使用虛擬佈景。
2007年起，《中視新聞全球報導》在其片頭動畫加註英文名稱“CTV Global News”；同年8月起，隨著《中視新聞全球報導》更換虛擬佈景，《中視新聞全球報導》在其新版虛擬佈景上加註另一個英文名稱“CTV News Global Report”。2010年8月9日，《中視新聞全球報導》同時更換片頭動畫、新聞鏡面與虛擬佈景。
2012年1月20日，沈春華最後一次擔任《中視新聞全球報導》主播，正式告別22年主播生涯。
2012年12月3日起，中視新聞台改版，每週一至週五18:58～19:40與中視綜合台聯播《中視新聞全球報導》，19:45～20:00由新聞台主播播報新聞台版《中視新聞全球報導》的最後15分鐘（此段不與主頻道聯播）。
2014年3月3日，《中視新聞全球報導》同時更換片頭動畫、新聞鏡面與虛擬佈景，並改以高畫質製作。唯當時只在標準畫質的中視主頻以16:9上下拉伸播出，尚未於中視HD台同步播出。
2014年10月1日，《中視新聞全球報導》平時時段改為18:28~20:00播出，前30分鐘（18:28~18:58）定名為《中視新聞全球報導 6點30最前線》並在中視HD台以高畫質同步播出；而週末則維持原本的一小時。
2016年2月15日，隨著中視數位台升級為HD高畫質播出，《中視新聞全球報導》於中視數位台也改為高畫質播出。
2020年7月4日起，中視新聞台新增週末《中視新聞全球報導6點搶先報》平日、週末播出時間為120分鐘

## 節目調動
- 2011年12月31日，因直播《2012年義起守住歡樂跨年晚會》，《中視新聞全球報導》提前到18點播出[20]。
- 2012年12月31日，因直播《2013全台第義大 義大世界跨年晚會》，《中視新聞全球報導》提前到17點58分播出。
- 2013年10月18日，因直播《102年度廣播金鐘獎頒獎典禮》，《中視新聞全球報導》提前到17點58分在中視數位台播出，中視新聞台於當日18點58分錄影播出。
- 2015年7月20日，因中視節目調整，《中視新聞全球報導 6點30最前線》停播，原時段改名為《6點30新聞NEW一下》，而《中視新聞全球報導》恢復為一小時播出。
- 2016年8月1日起，《中視新聞全球報導 6點30最前線》恢復播出，[21]。
- 2017年7月17日起，因中視播出新節目《中視1800大飆新聞》，《中視新聞全球報導 6點30最前線》改為18:45播出，並改名為《中視新聞全球報導 6點45最前線》。10月2日起，因《中視1800大飆新聞》改播出58分鐘，《中視新聞全球報導 6點45最前線》停播。
- 2017年12月11日起，因中視主頻播出新節目《嫑嫑批踢踢》，《中視新聞全球報導 6點45最前線》恢復播出。
- 2018年4月9日起， 因中視主頻播出動畫節目《櫻桃小丸子》，原時段《中視新聞全球報導 6點45最前線》停播。《中視新聞全球報導》恢復為一小時播出。
- 2018年6月11日起，因中視主頻播出新節目《星聞六一播》，《中視新聞全球報導 6點30最前線》恢復播出。
- 2018年11月3日，因直播《2018臺中世界花卉博覽會開幕晚會》，《中視新聞全球報導》提前到18點播出。
- 2018年11月17日，因直播《打造高雄全台首富之夜》，《中視新聞全球報導》提前至19:30結束。
- 2019年1月21日起，因中視主頻播出政論節目《大政治大爆卦》，原時段《中視新聞全球報導 6點30最前線》停播。《中視新聞全球報導》恢復為一小時播出。
- 2019年2月11日起，因中視主頻《星聞六一播》恢復播出，原時段《中視新聞全球報導 6點30最前線》恢復播出。
- 2019年6月17日起， 因中視主頻播出政論節目《決戰2020庶民大頭家》，原時段《中視新聞全球報導 6點30最前線》停播。《中視新聞全球報導》恢復為一小時播出。
- 2019年7月10至9月6日止中視主頻新增中視新聞全球報導6點搶先報，1830《中視新聞全球報導 6點30最前線》恢復播出。2019年9月9日起因中視播出益智節目《全民星攻略》，原時段中視新聞全球報導6點搶先報、18：30《中視新聞全球報導6點30最前線》改至新聞台播出，中視綜合台恢復一小時《中視新聞全球報導》。
- 2019年9月21日，因轉播《supeer star 體育表演會》，主頻《中視新聞全球報導》提前到18點00分播出，新聞台則從18點00分到20點00分播出《中視新聞全球報導》。
- 2019年12月18日，因新聞台轉播《決戰2020大選看中視 總統政見發表會》，《中視新聞全球報導》僅在綜合台播出。
- 2019年12月27日，因新聞台轉播《決戰2020大選看中視 總統政見再交鋒》，《中視新聞全球報導》僅在綜合台播出。
- 2019年12月29日，因新聞台轉播《國政領航台灣富強韓國瑜大台中勝選晚會》，《中視新聞全球報導》僅在綜合台播出。
- 2020年1月10日，因新聞台轉播《台灣安全人民有錢高雄夢時代選前之夜》，當天新聞台的《中視新聞全球報導6點搶先報、6點30最前線》暫停播出一次，當天《中視新聞全球報導》僅在綜合台、菁采台播出。
- 2020年9月19日，因轉播《supeer star 體育表演會》，當天新聞台的《中視新聞全球報導》暫停播出一次，當天《中視新聞全球報導》僅在綜合台、菁采台播出。
- 2020年10月24日，因轉播《第31屆傳藝金曲獎》，當天新聞台的《中視新聞全球報導》暫停播出一次，而新聞台於隔天04:00的重播時段照常播出；當天《中視新聞全球報導》僅在綜合台、菁采台播出。
- 2021年10月16日，因轉播《第32屆傳藝金曲獎》，當天新聞台的《中視新聞全球報導》暫停播出一次，而新聞台於隔天00:00、04:00的重播時段照常播出；當天《中視新聞全球報導》僅在綜合台、菁采台播出。
- 2021年11月24日，因直播《110年全國性公民投票案 第18案意見發表會》，當天《中視新聞全球報導》改為19:30播出。
- 2022年9月17日，因轉播《supeer star 體育表演會》，當天新聞台的《中視新聞全球報導》暫停播出一次，當天《中視新聞全球報導》僅在綜合台、菁采台播出。
- 2022年9月30日晚間19：40-21：30因轉播《柯志恩大家族誓師大會》，當天新聞台《中視新聞全球報導》只播出到19：40，19：40-20：00僅在綜合台、菁采台播出
- 2022年10月29日，因轉播《第33屆傳藝金曲獎》，當天新聞台的《中視新聞全球報導》暫停播出一次，而新聞台於隔天00:00、03:00的重播時段照常播出；當天《中視新聞全球報導》僅在綜合台、菁采台播出。
- 2023年5月11日晚間19：00-21：00因新聞台轉播傳奇球星《Allen Iverson見面會》，當天新聞台的《中視新聞全球報導》暫停播出一次，當天《中視新聞全球報導》僅在綜合台、菁采台播出。
- 2023年9月16日，因轉播《supeer star 體育表演會》，當天新聞台的《中視新聞全球報導》暫停播出一次，當天《中視新聞全球報導》僅在綜合台、菁采台播出。
- 2023年10月7日，因轉播《第34屆傳藝金曲獎》，當天新聞台的《中視新聞全球報導》暫停播出一次，而新聞台於隔天00:00、03:00、05:00的重播時段照常播出；當天《中視新聞全球報導》僅在主頻、菁采台播出。
- 2023年12月1日晚間19：00-20：00因轉播《總統爭霸 侯康配獨家專訪》，當天《中視新聞全球報導》提前至18：00播出。
- 2024年8月31日，因轉播《第35屆傳藝金曲獎》，當天新聞台的《中視新聞全球報導》暫停播出一次，而新聞台於隔天00:00、03:00、05:00的重播時段照常播出；當天《中視新聞全球報導》僅在主頻、菁采台播出。
- 2024年10月5日，因轉播《113國慶晚會在台北• 中華民國 生日快樂》，當天新聞台的《中視新聞全球報導6點搶先報、中視新聞全球報導》暫停播出一次，而新聞台於當天23:00、隔天01:00、03:00、05:00的重播時段照常播出；當天《中視新聞全球報導》僅在綜合台、菁采台播出。
- 2024年10月26日，因轉播《2024桃園萬聖城 搗蛋鬼學院》，當天新聞台的《中視新聞全球報導6點搶先報、中視新聞全球報導》暫停播出一次，而新聞台於當天23:00、隔天01:00、03:00、05:00的重播時段照常播出；當天《中視新聞全球報導》僅在綜合台、菁采台播出。
- 2024年12月31日，因轉播《2025桃園跨年晚會 燈燈燈燈》，當天新聞台的《中視新聞全球報導》暫停播出一次，隔天06:00的重播時段照常播出；當天《中視新聞全球報導》僅在綜合台、菁采台播出。

## 特色
《中視新聞全球報導》的三個特色是，每週一至週五固定報導至少一個需要社會關懷的弱勢家庭或一個弱勢人物努力上進的事蹟，以及每天固定報導至少一則藝文訊息；一年之中，僅有少數幾天未報導前者或後者；前40分鐘完全沒有廣告。2007年4月22日起的每周一至周五，前者有了一個固定的單元名稱叫做台灣心聞，固定排在新聞掃描單元之後播出；而後者則固定於首次廣告以前播出。台灣心聞自2007年5月23日起，報導內容擴及「華人之光」的新聞（目前多在每周三播出）；例如2007年5月23日報導國立故宮博物院與義大利Alessi公司合作推出的「Alessi清宮宮仔家族」上市，2007年5月30日報導朱邦復發展可將一系列古籍書名演成動畫的「圖文系統」。
《中視新聞全球報導》在播放各段新聞影片之前，會隨著新聞所帶來的心情播放背景音樂。《台視晚間新聞》從蘇逸洪時期開始跟進，但多在前半小時實施；《華視晚間新聞》從蘇逸洪時期開始，在部分單元（〈6秒讓你笑〉、〈頭條解碼〉、〈發現星內幕〉、〈法網〉、〈獨家檔案〉等）中隨著新聞所帶來的心情播放背景音樂（2012年起因華視新聞改版，除當日第一則新聞外不再播放背景音樂）；兩種作法都是《中視新聞全球報導》作法的變形。

## 評價
《中視新聞全球報導》為中時媒體集團旗下的中國電視公司晚間新聞節目。對待中國大陸新聞方面，也是有著中立的新聞報導內容。例如，對於王文怡向中國共產黨中央委員會總書記胡錦濤大聲抗議一事（詳見「王文怡」條目），以及每當香港七一大游行、六四事件或中國大陸發生民眾抗議和示威等突發事件（例如上訪、維權、釘子戶等），《中視新聞全球報導》也是有著完整而詳實的報導。
《中視新聞全球報導》有時也會引用中國大陸的電視節目畫面，揭發中國大陸黑心商品，例如2007年7月11日引用北京电视台生活频道《透明度》節目的專題〈紙做的包子〉報導北京黑心食品「紙餡包子」（北京電視台該專題被判定作假後，《中視新聞全球報導》也播映了北京電視台《北京新聞》的道歉聲明）等。而與中視同屬於中時媒體集團旗下的中天電視海外播送範圍有到達中國大陸，則難以有諸如此類的內容。
中視新聞部目前沒有駐中國大陸記者，但仍然會由駐港澳記者李錦華以及其他特派記者前往中國大陸採訪。節目稱呼中國大陸领导人為「中共×××」。

## 節目介紹
一天中最值得關注的事件、民眾最想知道的火熱議題，不論是政經情勢，社會脈動，醫藥生活，還是環保科技新知，全球各地發生的大事，都在這一個小時中完整的呈現。由最受歡迎的優質主播哈遠儀，以及最權威的氣象主播戴立綱，帶領觀眾一起深入了解這個世界。

## 事件
- 2009年11月19日，節目直播時出現故障，晚間7點6分左右播放的新聞畫面並沒有聲音，觀眾可以聽到錄影棚主播及工作人員的議論聲，之後的一則新聞過場，沈春華主播的聲音完全沒有傳出，在7點10分節目一反常態提前插入廣告（日常7點40分才會播出的廣告），7點15分沈春華主播解釋棚內出現技術故障，之後的新聞鏡面也有所影響，無法完全呈現。並伴有偶有電視彩條出現。直至7點29分回復正常。

- 2011年10月26日，節目播出時出現主聲道（MONO）無聲，僅副聲道（SAP）有聲狀況，直至7點19分回復正常。

## 歷任主播
新聞主播
| 期間                                  | 期間           | 週一   | 週二   | 週三   | 週四   | 週五   | 週六                                       | 週日                                       |
| ------------------------------------- | -------------- | ------ | ------ | ------ | ------ | ------ | ------------------------------------------ | ------------------------------------------ |
| 1991年2月4日                          | 1992年         | 沈春華 | 沈春華 | 沈春華 | 沈春華 | 沈春華 | 姜玲 陳若華                                | 姜玲 陳若華                                |
| 1992年                                | 1998年         | 沈春華 | 沈春華 | 沈春華 | 沈春華 | 沈春華 | 章國珍                                     | 章國珍                                     |
| 1998年                                | 2002年3月      | 沈春華 | 沈春華 | 沈春華 | 沈春華 | 沈春華 | 姜玉鳳                                     | 姜玉鳳                                     |
| 2002年3月                             | 2010年10月3日  | 沈春華 | 沈春華 | 沈春華 | 沈春華 | 沈春華 | 李玲                                       | 李玲                                       |
| 2010年10月9日                         | 2011年10月8日  | 沈春華 | 沈春華 | 沈春華 | 沈春華 | 沈春華 | 彭愛佳1 朱康震1 黃晴1                      | 彭愛佳1 朱康震1 黃晴1                      |
| 2011年10月9日                         | 2011年12月14日 | 沈春華 | 沈春華 | 沈春華 | 沈春華 | 沈春華 | 彭愛佳1 黃晴1 洪怡惠1                      | 彭愛佳1 黃晴1 洪怡惠1                      |
| 2011年12月15日                        | 2012年1月20日  | 沈春華 | 沈春華 | 沈春華 | 沈春華 | 沈春華 | 哈遠儀                                     | 哈遠儀                                     |
| 2012年1月23日                         | 2012年6月24日  | 哈遠儀 | 哈遠儀 | 哈遠儀 | 哈遠儀 | 哈遠儀 | 侯乃榕2 彭愛佳3                            | 侯乃榕2 彭愛佳3                            |
| 2012年6月30日                         | 2014年4月27日  | 哈遠儀 | 哈遠儀 | 哈遠儀 | 哈遠儀 | 哈遠儀 | 侯乃榕1 洪怡惠1 李佳玲 (新聞主播)1 江宜汾1 | 侯乃榕1 洪怡惠1 李佳玲 (新聞主播)1 江宜汾1 |
| 2014年4月28日                         | 2014年10月5日  | 哈遠儀 | 哈遠儀 | 哈遠儀 | 哈遠儀 | 哈遠儀 | 李佳玲 (新聞主播)1 林慧蓉1                 | 李佳玲 (新聞主播)1 林慧蓉1                 |
| 2014年10月11日                        | 2015年1月10日  | 哈遠儀 | 哈遠儀 | 哈遠儀 | 哈遠儀 | 哈遠儀 | 林慧蓉                                     | 林慧蓉                                     |
| 2015年1月11日                         | 2018年3月18日  | 哈遠儀 | 哈遠儀 | 哈遠儀 | 哈遠儀 | 哈遠儀 | 林慧蓉1 方彥迪1                            | 林慧蓉1 方彥迪1                            |
| 2018年3月24日                         | 2020年3月15日  | 哈遠儀 | 哈遠儀 | 哈遠儀 | 哈遠儀 | 哈遠儀 | 洪怡惠3 蕭惠文2                            | 洪怡惠3 蕭惠文2                            |
| 2020年3月21日                         | 2020年3月29日  | 哈遠儀 | 哈遠儀 | 哈遠儀 | 哈遠儀 | 哈遠儀 | 方彥迪3 蕭惠文2                            | 方彥迪3 蕭惠文2                            |
| 2020年4月4日                          | 2021年5月19日  | 哈遠儀 | 哈遠儀 | 哈遠儀 | 哈遠儀 | 哈遠儀 | 方彥迪3 陳靜宜2                            | 方彥迪3 陳靜宜2                            |
| 2021年5月19日                         | 2021年8月1日   | 哈遠儀 | 哈遠儀 | 哈遠儀 | 哈遠儀 | 哈遠儀 | 何織羽3 陳靜宜2                            | 何織羽3 陳靜宜2                            |
| 2021年8月7日                          | 2023年3月25日  | 哈遠儀 | 哈遠儀 | 哈遠儀 | 哈遠儀 | 哈遠儀 | 方彥迪3 林佩潔2                            | 方彥迪3 林佩潔2                            |
| 2023年4月1日                          | 2023年11月25日 | 哈遠儀 | 哈遠儀 | 哈遠儀 | 哈遠儀 | 哈遠儀 | 方彥迪3 陳志耕2                            | 方彥迪3 陳志耕2                            |
| 2023年12月2日                         | 至今           | 哈遠儀 | 哈遠儀 | 哈遠儀 | 哈遠儀 | 哈遠儀 | 王義仲3 方彥迪2                            | 王義仲3 方彥迪2                            |
| 備註：1輪流主播、2週六主播、3週日主播 |                |        |        |        |        |        |                                            |                                            |

| 體育報導 - 游傑正 - 梅聖旻 氣象預報 - 平日 - 馮鵬年（1978年－1990年10月） - 任立渝（1997年3月24日－2006年4月30日） - 戴立綱（2006年5月1日－至今） | - 周末及假日 - 任立渝（2001年－2006年4月30日）（週日） - 張雅婷（2006年5月－2008年6月29日）（週日） - 侯乃榕（2006年－2008年7月）（週六） /（2008年7月－2009年7月12日）（週日） - 簡幸玲（2009年7月19日－2010年4月25日）（週日） - 林慧蓉（2010年5月16日－2011年2月27日）（週日） + （2010年10月9日－2011年2月26日）（週六） - 黃怡文（2010年11月6日－2011年2月27日）（週六/週日） - 李家名（2011年3月5日－2013年3月10日）（週六/週日） - 彭志宇（2013年3月16日－2014年6月29日）（週六/週日） - 鄭尹翔（2014年7月6日－2015年5月23日）（週六/週日） - 陳志耕（2014年7月－至今）（週六/週日） - 郭安妮（2015年6月－2017年5月7日）（週六/週日） - 劉品薇（2016年6月－2017年9月）（週六/週日） - 王富民（2018年1月28日－2018年6月）（週六/週日） - 陳采沂（原名：陳秀瑜）（2017年11月12日－2021年2月12日）（週六/週日） - 何織羽（2021年2月19日－2021年8月15日）（週日） - 林佩潔（2021年9月18日-2023年3月25日）（週六） - 王義仲（2023年4月16日-至今）（週日→週六） |

## 片頭動畫
- 2003年10月10日－2006年10月31日

左藍右橘漸層色背景為基底，螢幕左側為地球旋轉（並圍繞帶有羅馬數字的時鐘），右側為5個帶數字的六角方塊往上移動，接著銀字「中視新聞全球報導」標題旋轉而出，標題下方亦出現小字「CTV NEWS」的字樣，中間也開始浮現六角方塊排列的世界地圖，最後背景以細方塊拆解，並伴隨地球由左往右迅速穿出螢幕後帶入主播台畫面（5秒）。
- 2006年11月1日－2010年8月8日

水藍色球體從中視標誌的C字中竄出，之後出現旅美棒球選手王建民投球畫面，再出現「中視新聞全球報導」標題（中間英文「CTV Global News」為之後所加），最後以水藍球體往螢幕中穿去並帶入主播台畫面做終。背景音樂亦變更為中視新聞形象音樂。（7秒）
2010年7月中旬後則稍作變更，在動畫之後插播今日頭條，音樂則繼續進行（約15秒），此版本僅週一至週五播出，週六、日則維持前述的動畫。
- 2010年8月9日－2014年3月2日

地球呈向外浮動之畫面並伴隨多色彩條，在地球定向在螢幕下方後，彩條呈U字形（開口向左側及右側），並將「中視新聞全球報導」標題用翻滾式動畫效果逐字放上。之後切換至地球畫面，多條細紅彩條從各角度飛來後在台灣上方交叉，炸出紅圈並射出粗紅彩條（該段於改版數月後略有微調），最後再切入今日兩則重點新聞預告。此外，背景音樂更換，曲風變為節奏較強烈之素材音樂（約14秒，該背景音樂曾為百萬大歌星第一代片頭音樂）
2012年5月後縮減為僅播放動畫第一幕畫面，並取消當日新聞提要。（約7秒）
- 2014年3月3日－至今

虛擬城市中下方出現透明「19:00」「CTV NEWS」字樣，大樓樓頂數座衛星天線射出光芒，並由斜射轉向垂直對空，再切至地球儀上亞洲主要城市標示的畫面，光芒由台北發散至標示點，最後由另一地球取而代之，並搭配「中視新聞全球報導」標題出現，以及最後下方條狀看板閃爍「CTV GLOBAL NEWS」英文標題做結。該版本於2014年6月19日中視新聞介面全面改版後稍作修改，除色調略有改變外，條狀看板取消英文字顯示。（約10秒，現今已截短為3秒。）
此為高畫質製作後的第一代版本，背景音樂與2006－2010年版本相同。

## 外部連結
- 中視新聞 （页面存档备份，存于）
- 中視新聞的Facebook專頁
- YouTube上的中視新聞 HD直播頻道｜Taiwan CTV news HD Live頻道

| 臺灣 中視 定時新聞節目                                                           | 臺灣 中視 定時新聞節目                  | 臺灣 中視 定時新聞節目 |
| -------------------------------------------------------------------------------- | --------------------------------------- | ---------------------- |
|                                                                                  | 中視新聞全球報導 （1991年2月4日－至今） |                        |
| 中視全球報導 （1989年9月4日－1991年2月1日）中視晚間新聞 （1969年－1991年2月3日） | —                                       |                        |
| 臺灣 中視新聞台 每日 18:58 - 20:00                                               |                                         |                        |
| —                                                                                | 中視新聞全球報導 （1991年2月4日－至今） | —                      |
| 臺灣 中視菁采台 -                                                                |                                         |                        |
| —                                                                                | 中視新聞全球報導 （1991年2月4日－至今） | —                      |
| 臺灣 中視經典台 -                                                                |                                         |                        |
| —                                                                                | 中視新聞全球報導 （1991年2月4日－至今） | —                      |